# Râul Valea Remetii
Râul Valea Remetii este un afluent al râului Pogăniș. 

## Hărți
- Harta Județului Caraș-Severin